# Goran Slavkovski
Goran Slavkovski, född 8 april 1989 i Malmö, är en svensk före detta fotbollsspelare.

## Karriär
Slavkovski är född och uppvuxen i stadsdelen Rosengård i Malmö. I likhet med Zlatan Ibrahimović inledde han sin spelarkarriär i FBK Balkan, innan han som 10-åring gick till Malmö FF. Vid 15 års ålder erbjöds Slavkovski  ett proffskontrakt med Inter. Slavkovski debuterade i Inters A-lag den 7 maj 2006, i en Serie A-match mot AC Siena. Han var då 17 år och en månad gammal, och blev i och med debuten den dittills yngsta spelaren som har spelat för Inter i Serie A. Han övertog det rekordet från Giuseppe Bergomi.
Slavkovski valde att spela för det makedonska landslaget.
Slavkovski blev i mars 2011 nekad kontrakt med AIK. Slavkovski spelade från 2013 i division 6-klubben KSF Makedonija från Malmö. Han slutade spela fotboll i maj 2017.